# Sinquacious
Sinquacious（シンクヮイシャス）は、女性声優3人による日本の声優ユニットである。

## 概要
声優の葉月真衣、寺島あかり、小松由里子の3人により結成された。名称の由来は、Sing（歌う）とLoquacious（おしゃべりな）を組み合わせた造語となっている。
アニメやゲームの主題歌を歌唱すること、キャストとして出演することを目標に掲げている。
ライブパフォーマンスのほか、ラジオパーソナリティや自主企画イベントの開催などマルチに活動を行っている。
略称は「しんくる」。またファンのことを「しんかー」と呼称する。

## メンバー
| 名前       | 読み           | 愛称     | イメージカラー | 自己紹介                                           |
| ---------- | -------------- | -------- | -------------- | -------------------------------------------------- |
| 葉月真衣   | はづきまい     | はづきち | 青             | 青色なのに進めない、はづきちこと葉月真衣です！     |
| 寺島あかり | てらしまあかり | あかりん | 赤             | 赤色なのに止まれない、あかりんこと寺島あかりです！ |
| 小松由里子 | こまつゆりこ   | こまつ   | 黄             | 黄色なのに注意散漫、こまつこと小松由里子です！     |

## 略歴

### 2016年
5月7日　ユニットを結成。同日、YouTubeにて公式チャンネルを開設。
6月23日-7月31日　クラウドファンデイングを実施。
8月4日　ラジオ番組「となりのしんくるさん家」の放送を開始。
9月18日　「Sinqlcircus Vol.01」を開催。オリジナル楽曲「未来へ -sakie-」を披露した。
11月29日　LINEのクリエイターズスタンプを発売。イラストは寺島あかりが担当した。
12月25日　「Sinqlcircus Vol.02」を開催。メンバーをイメージした新衣装を披露した。

### 2017年
1月16日-1月22日　スープカレー「カムイ」とのコラボメニューを販売。
2月5日　オリジナルCD「未来へ -sakie-」をリリース。同日、リリースイベント「Sinqlcircus vol.03」を開催。年内にメンバー3人の生誕祭ライブを行うことを発表した。
2月9日　「未来へ -sakie-」のミュージックビデオを公開。
5月14日　寺島あかり生誕祭「Sinqlcircus Vol.04」を開催。
5月16日　「未来へ -sakie-」のカラオケが配信開始。
5月28日-6月4日　スープカレー「カムイ」、「雪国まいたけ」とのコラボメニューを販売。また期間中にオリジナルコラボスプーンを販売した。（限定20本。完売）
8月6日　小松由里子生誕祭「Sinqlcircus Vol.05」を開催。
9月9日　葉月真衣生誕祭「Sinqlcircus Vol.06」を開催。
11月25日　葉月真衣 Presents 「しんくるくっきんぐ」を開催。メンバーによる手料理が振る舞われた。

### 2018年
1月27日　寺島あかり Presents 「葉月真衣撮影会」を開催。
2月24日-3月12日　マシェバラの川崎競輪場イメージユニット選考オーディションに参加。予選を3位で通過した。
3月24日　最終審査でグランプリを獲得し、川崎競輪場イメージユニットに就任。

## 作品

### シングル
|   | 発売日       | タイトル       |
| - | ------------ | -------------- |
| 1 | 2017年2月5日 | 未来へ -sakie- |

### 未音源化楽曲
- ハッピー[要出典]
- ナチュラリィ[要出典]

## 出演

### ラジオ

#### レギュラー
- となりのしんくるさん家

（2016年8月4日 - 2017年4月27日、楽天FM）
（2017年5月4日 - 2017年6月8日、YouTube）
（2017年6月15日 - 、FRESH!）
過去放送分にボーナストラックを加えたラジオCDが5枚リリースされている。

#### ゲスト
- K-triangleのラジオですいません（2016年7月17日、レインボータウンエフエム放送）[16][17]
- LBS的声優勉強会（2016年7月21日、エフエム浦安）[18][19]

### 映像
- DTMステーションPlus!（2016年7月19日、ニコニコチャンネル）[20][21]